# Rugby-Union-Afrikameisterschaft 2004
Die Rugby-Union-Afrikameisterschaft 2004 (englisch 2004 Rugby Africa Cup, französisch Coupe d’Afrique de rugby à XV 2004) der Division 1 war die fünfte Ausgabe der afrikanischen Kontinentalmeisterschaft in der Sportart Rugby Union. Es waren zehn Teams beteiligt, die in einer Vierergruppe der Nordzone und in zwei Dreiergruppen der Südzone eingeteilt waren. Jedes Team spielte ein Heim- oder Auswärtsspiel gegen die anderen Teams der Gruppe. Die Sieger der Nord- und der Südzone ermittelten im Finale den Afrikameister.
Parallel dazu fand der Wettbewerb um die CAR Development Trophy statt (entspricht der zweiten Division), der elf weitere Nationalmannschaften umfasste.

## Division 1

### Gruppenphase
Für einen Sieg gab es zwei Punkte, für ein Unentschieden einen Punkt, bei einer Niederlage null Punkte.

#### Nordzone
|    | Land           | Spiele | Siege | Unent. | Ndlg. | Spiel- punkte | Diff. | Tabellen- punkte |
| -- | -------------- | ------ | ----- | ------ | ----- | ------------- | ----- | ---------------- |
| 1. | Marokko        | 3      | 3     | 0      | 0     | 46:19         | + 27  | 6                |
| 2. | Elfenbeinküste | 3      | 2     | 0      | 1     | 31:24         | + 7   | 6                |
| 3. | Tunesien       | 3      | 1     | 0      | 2     | 30:28         | + 2   | 2                |
| 4. | Kamerun        | 3      | 0     | 0      | 3     | 19:55         | − 36  | 0                |

| 7. März 2004 | Elfenbeinküste | 8 : 3 | Tunesien | Stade Robert Champroux, Abidjan |
| 7. März 2004 |                |       |          | Stade Robert Champroux, Abidjan |

| 27. März 2004 | Marokko | 11 : 6 | Elfenbeinküste | Stade du C.O.C., Casablanca |
| 27. März 2004 |         |        |                | Stade du C.O.C., Casablanca |

| 10. April 2004 | Tunesien | 20 : 3 | Kamerun | Stade El Menzah, Tunis |
| 10. April 2004 |          |        |         | Stade El Menzah, Tunis |

| 24. April 2004 | Marokko | 17 : 7 | Tunesien | Stade du C.O.C., Casablanca |
| 24. April 2004 |         |        |          | Stade du C.O.C., Casablanca |

| 1. Mai 2004 | Elfenbeinküste | 17 : 10 | Kamerun | Stade Robert Champroux, Abidjan |
| 1. Mai 2004 |                |         |         | Stade Robert Champroux, Abidjan |

| 29. Mai 2004 | Kamerun | 6 : 18 | Marokko | Stade Ahmadou Ahidjo, Yaoundé |
| 29. Mai 2004 |         |        |         | Stade Ahmadou Ahidjo, Yaoundé |

#### Südzone
Gruppe 1
|    | Land       | Spiele | Siege | Unent. | Ndlg. | Spiel- punkte | Diff. | Tabellen- punkte |
| -- | ---------- | ------ | ----- | ------ | ----- | ------------- | ----- | ---------------- |
| 1. | Simbabwe   | 2      | 1     | 0      | 1     | 35:23         | + 12  | 2                |
| 2. | Madagaskar | 2      | 1     | 0      | 1     | 39:42         | − 3   | 2                |
| 3. | Uganda     | 2      | 1     | 0      | 1     | 24:33         | − 9   | 2                |

| 14. August 2004 | Uganda | 24 : 16 | Madagaskar | Kyadondo Rugby Football Club, Kampala |
| 14. August 2004 |        |         |            | Kyadondo Rugby Football Club, Kampala |

| 29. August 2004 | Madagaskar | 23 : 18 | Simbabwe | Stade Municipal de Mahamasina, Antananarivo |
| 29. August 2004 |            |         |          | Stade Municipal de Mahamasina, Antananarivo |

| 11. September 2004 | Simbabwe | 17 : 0 | Uganda | Police Ground, Harare |
| 11. September 2004 |          |        |        | Police Ground, Harare |

Gruppe 2
|    | Land    | Spiele | Siege | Unent. | Ndlg. | Spiel- punkte | Diff. | Tabellen- punkte |
| -- | ------- | ------ | ----- | ------ | ----- | ------------- | ----- | ---------------- |
| 1. | Namibia | 2      | 2     | 0      | 0     | 117:17        | + 100 | 4                |
| 2. | Kenia   | 2      | 1     | 0      | 1     | 40:75         | − 35  | 2                |
| 3. | Sambia  | 2      | 0     | 0      | 2     | 20:85         | − 65  | 0                |

| 14. August 2004 | Sambia | 10 : 52 | Namibia | Chingola |
| 14. August 2004 |        |         |         | Chingola |

| 29. August 2004 | Kenia | 33 : 10 | Sambia | RFUEA Ground, Nairobi |
| 29. August 2004 |       |         |        | RFUEA Ground, Nairobi |

| 11. September 2004 | Namibia | 65 : 7 | Kenia | South West Stadium, Windhoek |
| 11. September 2004 |         |        |       | South West Stadium, Windhoek |

### Halbfinale Südzone
| 25. September 2004 | Namibia | 68 : 8 | Simbabwe | South West Stadium, Windhoek |
| 25. September 2004 |         |        |          | South West Stadium, Windhoek |

### Finale
| 13. November 2004 | Namibia | 39 : 22 | Marokko | South West Stadium, Windhoek |
| 13. November 2004 |         |         |         | South West Stadium, Windhoek |

## CAR Development Trophy (Division 2)

### Gruppenphase
Für einen Sieg gab es zwei Punkte, für ein Unentschieden einen Punkt, bei einer Niederlage null Punkte.

#### Nordzone
An den Partien der Nordzone waren acht Teams beteiligt, eingeteilt in zwei Vierergruppen.
Gruppe A
|    | Land         | Spiele | Siege | Unent. | Ndlg. | Spiel- punkte | Diff. | Tabellen- punkte |
| -- | ------------ | ------ | ----- | ------ | ----- | ------------- | ----- | ---------------- |
| 1. | Mali         | 3      | 3     | 0      | 0     | 136:18        | + 118 | 6                |
| 2. | Senegal      | 3      | 2     | 0      | 1     | 88:21         | + 67  | 4                |
| 3. | Burkina Faso | 3      | 1     | 0      | 2     | 67:63         | + 4   | 2                |
| 4. | Mauretanien  | 3      | 0     | 0      | 3     | 0:189         | − 189 | 0                |

| 7. Juni 2004 | Senegal | 59 : 0 | Mauretanien | Stade Léopold Sédar Senghor, Dakar |
| 7. Juni 2004 |         |        |             | Stade Léopold Sédar Senghor, Dakar |

| 7. Juni 2004 | Mali | 40 : 12 | Burkina Faso | Stade Léopold Sédar Senghor, Dakar |
| 7. Juni 2004 |      |         |              | Stade Léopold Sédar Senghor, Dakar |

| 9. Juni 2004 | Senegal | 23 : 6 | Burkina Faso | Stade Léopold Sédar Senghor, Dakar |
| 9. Juni 2004 |         |        |              | Stade Léopold Sédar Senghor, Dakar |

| 9. Juni 2004 | Mali | 81 : 0 | Mauretanien | Stade Léopold Sédar Senghor, Dakar |
| 9. Juni 2004 |      |        |             | Stade Léopold Sédar Senghor, Dakar |

| 12. Juni 2004 | Senegal | 9 : 15 | Mali | Stade Léopold Sédar Senghor, Dakar |
| 12. Juni 2004 |         |        |      | Stade Léopold Sédar Senghor, Dakar |

| 12. Juni 2004 | Mali | 49 : 0 | Senegal | Stade Léopold Sédar Senghor, Dakar |
| 12. Juni 2004 |      |        |         | Stade Léopold Sédar Senghor, Dakar |

Gruppe B
|    | Land    | Spiele | Siege | Unent. | Ndlg. | Spiel- punkte | Diff. | abellen- punkte |
| -- | ------- | ------ | ----- | ------ | ----- | ------------- | ----- | --------------- |
| 1. | Nigeria | 3      | 2     | 1      | 0     | 63:3          | + 60  | 5               |
| 2. | Togo    | 3      | 1     | 1      | 1     | 20:16         | + 4   | 3               |
| 3. | Benin   | 3      | 1     | 1      | 1     | 17:51         | − 34  | 3               |
| 4. | Ghana   | 3      | 0     | 1      | 2     | 8:38          | − 30  | 1               |

| 28. Juni 2004 | Togo | 5 : 11 | Benin | Lomé |
| 28. Juni 2004 |      |        |       | Lomé |

| 29. Juni 2004 | Nigeria | 20 : 0 | Ghana | Lomé |
| 29. Juni 2004 |         |        |       | Lomé |

| 1. Juli 2004 | Nigeria | 43 : 3 | Benin | Lomé |
| 1. Juli 2004 |         |        |       | Lomé |

| 1. Juli 2004 | Togo | 15 : 5 | Ghana | Lomé |
| 1. Juli 2004 |      |        |       | Lomé |

| 3. Juli 2004 | Ghana | 3 : 3 | Benin | Lomé |
| 3. Juli 2004 |       |       |       | Lomé |

| 3. Juli 2004 | Togo | 0 : 0 | Nigeria | Lomé |
| 3. Juli 2004 |      |       |         | Lomé |

#### Südzone
Vorrunde
|    | Land     | Spiele | Siege | Unent. | Ndlg. | Spiel- punkte | Diff. | abellen- punkte |
| -- | -------- | ------ | ----- | ------ | ----- | ------------- | ----- | --------------- |
| 1. | Tansania | 2      | 2     | 0      | 0     | 109:15        | + 94  | 4               |
| 2. | Ruanda   | 2      | 1     | 0      | 1     | 30:67         | − 37  | 2               |
| 3. | Burundi  | 2      | 0     | 0      | 2     | 18:75         | − 57  | 0               |

| 5. April 2004 | Tansania | 52 : 12 | Ruanda | Braeburn International School, Arusha |
| 5. April 2004 |          |         |        | Braeburn International School, Arusha |

| 1. Mai 2004 | Tansania | 57 : 3 | Burundi | Braeburn International School, Arusha |
| 1. Mai 2004 |          |        |         | Braeburn International School, Arusha |

| 3. Juli 2004 | Ruanda | 18 : 15 | Burundi | Stade Amahoro, Kigali |
| 3. Juli 2004 |        |         |         | Stade Amahoro, Kigali |

Hauptrunde
|    | Land      | Spiele | Siege | Unent. | Ndlg. | Spiel- punkte | Diff. | abellen- punkte |
| -- | --------- | ------ | ----- | ------ | ----- | ------------- | ----- | --------------- |
| 1. | Botswana  | 2      | 2     | 0      | 0     | 73:34         | + 39  | 4               |
| 2. | Swasiland | 2      | 1     | 0      | 1     | 58:25         | + 33  | 2               |
| 3. | Tansania  | 2      | 0     | 0      | 2     | 12:74         | − 62  | 0               |

| 31. August 2004 | Botswana | 38 : 12 | Tansania | Gaborone Rugby Club, Gaborone |
| 31. August 2004 |          |         |          | Gaborone Rugby Club, Gaborone |

| 2. September 2004 | Swasiland | 36 : 0 | Tansania | Gaborone Rugby Club, Gaborone |
| 2. September 2004 |           |        |          | Gaborone Rugby Club, Gaborone |

| 4. September 2004 | Botswana | 25 : 22 | Swasiland | Gaborone Rugby Club, Gaborone |
| 4. September 2004 |          |         |           | Gaborone Rugby Club, Gaborone |

### Finalrunde
|    | Land     | Spiele | Siege | Unent. | Ndlg. | Spiel- punkte | Diff. | abellen- punkte |
| -- | -------- | ------ | ----- | ------ | ----- | ------------- | ----- | --------------- |
| 1. | Botswana | 2      | 2     | 0      | 0     | 49:6          | + 43  | 4               |
| 2. | Mali     | 2      | 1     | 0      | 1     | 17:17         | ± 0   | 2               |
| 3. | Nigeria  | 2      | 0     | 0      | 2     | 5:48          | − 43  | 0               |

| 23. November 2004 | Mali | 11 : 5 | Nigeria | Stade Ouezzin-Coulibaly, Bamako |
| 23. November 2004 |      |        |         | Stade Ouezzin-Coulibaly, Bamako |

| 25. November 2004 | Botswana | 37 : 0 | Nigeria | Stade Ouezzin-Coulibaly, Bamako |
| 25. November 2004 |          |        |         | Stade Ouezzin-Coulibaly, Bamako |

| 27. November 2004 | Mali | 6 : 12 | Botswana | Stade Ouezzin-Coulibaly, Bamako |
| 27. November 2004 |      |        |          | Stade Ouezzin-Coulibaly, Bamako |